# Sásd
Sásd (horvátul: Šardin, németül: Schaschd) város Baranya vármegyében. A megye Hegyháti járásának a székhelye.

## Fekvése
A város egy napsütötte, nyitott medencében fekszik, nagyjából félúton Pécs és Kaposvár között, mindkettőtől körülbelül 32 kilométerre, a 66-os főút mentén. Dombóvártól  15 kilométerre délre helyezkedik el, azzal a 611-es főút köti össze. Komlótól 19 kilométerre található.
A környező kisebb települések (jobbára zsákfalvak) közül Vázsnokra a 611-esből kelet felé kiágazó, másfél kilométer hosszú 65 192-es számú mellékút vezet; Vargára és Felsőegerszegre a város déli határszélén a 66-osból keletnek kiágazó 65 189-es (illetve utóbbi az abból északnak kanyarodó 65 191-es) úton juthatunk el, Palét pedig csak egy önkormányzati út köti össze a 66-ossal, Sásd északnyugati peremén.
Áthalad a városon a Budapest–Pécs-vasútvonalon és a Godisa–Komló-vasútvonal is, közös állomásuk, Sásd vasútállomás a belvárostól északra található, közúti megközelítését a 611-esből nyugat felé a 65 366-os számú mellékút biztosítja.
Közigazgatási területén keresztülfolyik a Baranya-csatorna, a város belterületétől keletre.

## Története
Sásd és környéke már a bronzkorban lakott hely volt, területén bronzkori hamvasztásos sírokat tártak fel. A római korban kereskedelmi útvonal haladt át rajta.
A település neve már 1332-ben említve volt a pápai tizedjegyzékben. A 14. században a Dombai család birtoka volt, később a Werbőczyek is birtokosok voltak itt.
A hódoltság idején a törökök palánkvárat építettek itt. A hódoltság utáni időkben vámhely volt, később Eszterházy Pál nádor birtoka lett, mint a dombóvári uradalom része.

## Közélete

### Polgármesterei
- 1990–1994: Kovács Sándorné (független)[5]
- 1994–1998: Kovács Sándorné (SZDSZ)[6]
- 1998–2002: Kovács Sándorné (SZDSZ)[7]
- 2002–2003: Kovács Sándorné (SZDSZ)[8]
- 2003–2006: Fodor István (független)[9]
- 2006–2010: Székely Szilárd (MSZP)[10]
- 2010–2014: Székely Szilárd (MSZP)[11]
- 2014–2019: Rabb Győzőné (független)[12]
- 2019–2024: Dr. Jusztinger János (független)[13]
- 2024– : Dr. Jusztinger János (független)[1]

A településen 2003. május 18-án időközi polgármester-választást tartottak, az előző polgármester lemondása miatt.

## Népesség
A település népességének változása:
| Lakosok száma | 3165 | 3124 | 2964 | 2934 | 2949 | 2841 | 2817 | 2810 |
|               | 2013 | 2014 | 2018 | 2019 | 2021 | 2022 | 2023 | 2024 |

2001-ben lakosságának 1,6%-a német, 2,5%-a pedig cigány nemzetiségűnek vallotta magát.
A 2011-es népszámlálás során a lakosok 86,5%-a magyarnak, 6,1% cigánynak, 0,2% horvátnak, 6,8% németnek mondta magát (13,3% nem nyilatkozott; a kettős identitások miatt a végösszeg nagyobb lehet 100%-nál). A vallási megoszlás a következő volt: római katolikus 62,1%, református 2,6%, evangélikus 1%, görögkatolikus 0,1%, felekezeten kívüli 9,7% (23,4% nem nyilatkozott).
2022-ben a lakosság 90,6%-a vallotta magát magyarnak, 3,9% cigánynak, 3,7% németnek, 0,1-0,1% románnak, ruszinnak és lengyelnek, 1,7% egyéb, nem hazai nemzetiségűnek (9,3% nem nyilatkozott; a kettős identitások miatt a végösszeg nagyobb lehet 100%-nál). Vallásuk szerint 42% volt római katolikus, 1,9% református, 0,6% evangélikus, 0,1% görög katolikus, 1,3% egyéb keresztény, 1,2% egyéb katolikus, 14% felekezeten kívüli (38,6% nem válaszolt).

## Nevezetességei
- Kisboldogasszony-templom, melyet 1796-ban ünnepélyesen áldottak meg. A római katolikus templom körül 1800-ban Nepomuki Szent János és 1912-ben Szentháromság-szobrot állítottak.
- Hősök Ligete, melyben az I. világháború helyi hőseinek emlékére egy-egy fát ültettek, melyre az áldozat nevét, katonai rendfokozatait tüntették fel. A szoborkertben helyet kapott egy bronz emlékmű, melyet Cser Károly szobrászművész alkotott 1929-ben és a Millecentenáriumi (turul) emlékoszlop Honfoglalás 1100. évfordulójának emlékére. Végh Sándor alkotása (1996).
- Feltámadás kápolna (1853) a település központjában lévő régi temetőben. Körülötte Millenniumi Emlékkő (2001) és Rigatz János (hegyháti betyár, 1836-1861) sírja.
- Hősök tere és  a II. világháborús Pieta emlékmű, Varga Tamás szobrászművész alkotása, avatása: 1993.
- 1914-ben létrehozott impozáns M. Kir. Járásbíróság épülete, ma Baranya Vármegyei SZC Sásdi Vendéglátóipari Szakképző Iskola.
- Büszkeségpont - 1956-os emlékmű, Végh Sándor (1996) alkotása.
- Városháza előtti platánsor
- Postaépület előtti tulipánfa

## Híres sásdiak
- Bodnár Tibor, a Ladánybene 27 zenekar gitáros-vokalistája, Sásd város díszpolgára (2019)[18]
- Bükkösdi László, könyvtáros, népművelő, újságíró, rendező, Sásd város díszpolgára (2001). Egyéb kitüntetések: SZOT-díj (1989), Közművelődési és Közoktatási Díj (1996), Babits-emlékplakett, Pécsi Sajtódíj, Pécs Város Közművelődési Díja (1999), Polgári Díj (2002).[19]
- Füzes Miklós, történész, levéltáros, Sásd város díszpolgára (2002)[20]
- Király Zoltán, dobos, az Akela, Vágtázó Halottkémek, Moby Dick zenekarok közreműködője[21]
- Rabkovács Tibor, minisztériumi tanácsos, közíró. Egyéb név: Róth Tibor. Sásd város díszpolgára (2017). Egyéb itüntetések: 1956-os emlékérem (1991), A Hazáért Érdemkereszt (2005), SZABADSÁGHARCOS ÉRDEK-ÉREM (1992), Magyar Köztársasági Érdemrend Kiskeresztje (1997)
- Szabó Zoltán, orvos, sebész, szívsebész, Sásd város díszpolgára (1995). Egyéb kitüntetések: Batthyány-Strattmann-emlékérem (1970), Balassa János-díj (1988), Honthy Hanna-díj (1991), Jendrassik Ernő-díj (1992), Széchenyi-díj (1997), Hazám-díj (1991, 2002)[22]
- Rab-Kováts Éva, tanár, rajztanár, grafikus, Sásd város díszpolgára (1995). Egyéb kitüntetések: Donna Europa (Milano, 1990), Juhász-Nagy Pál-emlékérem (1999).[23][24]
- Guzsal Ernő, állatorvos, Sásd város díszpolgára (1995). Egyéb kitüntetések: Akadémiai Jutalom (1955).[25]
- Plesz Antal, építész, Sásd város díszpolgára (2005). Egyéb kitüntetések: Ybl Miklós-díj (1975), Kotsis Iván-emlékérem (1997), Steindl Imre-díj (2001), Magyar Köztársasági Érdemrend tisztikeresztje (2008), Széchenyi-díj (2009).[26]
- Vajda József, helytörténész, köztisztviselő, Sásd város díszpolgára (2000)[27]

## Testvérvárosok
- Körösfő, Románia
- Raaba-Grambach, Ausztria
- Mogilány, Lengyelország

## Külső hivatkozások
- Sásd Önkormányzatának honlapja
- Sásd az utazom.com honlapján
- Térkép Kalauz – Sásd
- Sásd.lap.hu – linkgyűjtemény